# 聲類
《聲類》為中國歷史上最早的韻書，由三國時期魏國人李登所著，書已佚失。
早期的词典要么以语义场为主导(如《尔雅》)，要么以部首为主导(如《说文解字》)。《声类》在约13世纪亡佚，仅能从其他文献的引用和描述中得知，它有10卷、含11520字，以五聲排布声调。这来自五声音阶和五行理论。

## 历史
自6世纪至13世纪的汉语文献引用《声类》，在这之后《声类》亡佚。晚清学者们将《声类》残卷和文献中的引用收集起来。
许多文献都将《声类》与第二早的韵书——西晋呂靜《韻集》(c. 280)并列。两者都没能保留下来，不过从后世韵书所引来看，它们用来表示字音的方法都是反切。:015两者都借用了中国古典音乐的术语，以按读音排布字序。:2603

### 南北朝
最早提到《声类》和《韵集》的文献是南北朝的《魏書·江式傳》：“晉呂靜仿李登之法作《韻集》五卷，宮商角徵羽各為一篇”。北魏时期“中国词典学进入了探索与发展的阶段。人们探索出越来越多的词典类型。”:275
江式《論書表》(514)中称：“忱弟静别仿故左校令李登《声类》之法，作《韵集》五卷，使宫、商、角、徵、羽各为一篇，而文字与兄便是鲁、卫，音读楚、夏，时有不同。”:244
颜之推《顏氏家訓》(581)将反切与韵书的起源与孫炎《爾雅音義》并列：“孙叔言创《尔雅音义》，是汉末人独知反语。至于魏世，此事大行。”晚清学者陈澧(1810–1882)称这一段说的就是《声类》。

### 隋
《隋书》(636)首次直接提到《声类》和《韵集》。《潘徽传》将这两部3世纪韵书和四部更早的字典相比较：
且文讹篆隶，音谬楚夏，《三苍》、《急就》之流，微存章句，《说文》、《字林》之属，唯别体形。至于寻声推韵，良为疑混，酌古会今，未臻功要。末有李登《声类》、吕静《韵集》，始判清浊，才分宫羽，而全无引据，过伤浅局，诗赋所须，卒难为用。:161
《隋书·艺文志》称《声类》有十卷，李登于魏国末年任左校令。除此之外再无其他信息。

### 唐
《声类》在唐朝十分流行，玄应25卷《一切经音义》(c. 649–661)引用《声类》达207次；:834慧琳100卷《一切经音义》(737–820)引用《声类》达625次。
封演《封氏聞見記》(c. 770)是第一部记录了《声类》卷数和字数的文章。《文字》一节列举早期词典时提到了《声类》：:244“魏时有李登者，撰《声类》十卷，凡一万一千五百廿字。以五声命字，不立诸部。”:142
《旧唐书》(945)也称李登《声类》有十卷。

### 宋
宋朝时的文献是最后的直接引用了《声类》的文献所处的时代。
鄭樵《通志》(1161)和王應麟《玉海》(c. 1290)都重复了《隋书》的记载，称《声类》有十卷，李登为左校令。
《声类》不见于《宋史》(1346)，也未见于任何大型私人目录，说明它在南宋后彻底散佚了。

### 清
清朝期间对汉语古典文献的研究迎来了一次复兴。黃奭 (c. 1826)收集到252条引用，馬國翰收集到73条。:291

## 说明
早期文献一般认为《声类》(c. 250)包含11520字，以互相对立的清浊与五聲排列。
“清浊”在历代音韵学著作中的所指实际上有差别。宋朝韵图中它们指清音和浊音，但它们对《声类》的解释很模糊。:106最早的明确的以“清濁”表示清浊音的记载见于《颜氏家训》(581)。:1333
“五声”是与五行对应的中国古典音乐术语。五行跟许多与“5”有关系的事物都有联系，:263–264有些看似有点道理，如五色(青、黄、赤、白、黑)就与Brent Berlin和Paul Kay的基本颜色词假说相合。不那么合理的通常都对应4个一组的事物，比如罗盘方位、季节、四声，分别对应五方(东、西、南、北、中)、五時(春、夏、秋、冬、季夏[一般认为是夏秋间的闰月])、五声。:250
日本僧侣空海(774–835)《文鏡祕府論》:146, 155引用《詩髓腦》作者元兢(fl. 668)说，《声类》五声对应后世韵书的四声，宫、商对应平声，徵对应上声，羽对应去声，角对应入声，如下表所示。:146
| 术语     | 宮 | 商 | 角 | 徵 | 羽 |
| -------- | -- | -- | -- | -- | -- |
| 廣韻聲調 | 平 | 平 | 入 | 上 | 去 |
| 音名     | Do | Re | Mi | So | La |
| 四声     | 平 | 平 | 上 | 去 | 入 |

不过，四声是在6世纪初由沈约和周顒发现才有明确记载的。:303李約瑟(Joseph Needham)据此称，三国的《声类》很不可能用“声”指“语言学的声调”。:218
假若10卷的《声类》和5卷的《韵集》在格式和风格上一致，那么Yong和Peng所认为的《声类》以每个声调下听感不同的韵母置声一说，可能属实。:244后期韵书的文体特征基本都基于四声、反切和定义来呈现，这样的模式已经于《声类》和《韵集》中初步体现出来。《声类》揭开了专门描写字音的韵书的帷幕，建立了后世韵书韵图的基本格式。:245

### 脚注
1. ↑  秦汉时期楚方言区文献的语音研究[永久] 作者谢荣娥 华东师范大学
2. 1 2  Pulleyblank 1999.
3. ↑  Creamer 1991.
4. 1 2 3  Yong & Peng 2008.
5. 1 2 3  Tr. Yong & Peng 2008.
6. ↑  Zhou 1962.
7. ↑  Cheng 1985.
8. ↑  Ma 1883.
9. ↑  Coblin 1974–1975.
10. ↑  Luo 1993.
11. 1 2  Needham 1956.
12. ↑  Ting 1996.
13. ↑  改编自Ting 1996.
14. ↑  Baxter 1992.
15. ↑  Needham, Lu & Huang 1986.

### 引用
- Baxter, William H., , Berlin: Mouton de Gruyter, 1992, ISBN 978-3-11-012324-1.
- Cheng, Tsai Fa, , Journal of Chinese Linguistics Monograph Series 2, 1985, JSTOR 23886826.
- Coblin, W. South, , Monumenta Serica, 1974–1975, 31: 288–318, JSTOR 40726173.
- Creamer, Thomas B.I., , Hausmann, Franz Josef; Reichmann, Oskar; Wiegand, Herbert Ernst; Zgusta, Ladislav  (编),  3, Berlin: Walter de Gruyter: 2595–2611, 1991, ISBN 978-3-11-012421-7.
- Ford, Graeme, , Australian Review of Applied Linguistics, 2009, 32 (2): 16.1–16.3  [2021-12-12], doi:10.2104/aral0916, （原始内容存档于2016-01-05）.
- 羅, 竹風 (编),  5, 上海: 上海辞书出版社, 1993, ISBN 7-5432-0013-9. CD-ROM ed. ISBN 962-07-0255-7
- 馬, 國翰, , 1883. 文海出版社 reprint 1967.
- Needham, Joseph, , Cambridge University Press, 1956, ISBN 978-0-521-05800-1.
- Needham, Joseph; Lu, Gwei-djen; Huang, Hsing-Tsung, , Cambridge University Press, 1986, ISBN 978-0-521-08731-5.
- Pulleyblank, Edwin G., , Asia Major, 1999, 12 (2): 101–137, JSTOR 41645549.
- Têng, Ssu-yü, , T'oung Pao Monograph 4, E.J. Brill, 1968.
- 丁, 邦新, , Huang, Cheng-Teh James; Li, Yen-Hui Audrey  (编), , Kluwer: 141–159, 1996, ISBN 978-0-7923-3867-3.
- Yong, Heming; Peng, Jing, , Oxford University Press, 2008, ISBN 978-0-19-156167-2.
- 周法高 (编), , , 中央研究院歷史語言研究所, 1962.
- 周有光, , 由張立青翻译, National East Asian Languages Resource Center, Ohio State University, 2003.

## 阅读更多
- Yip, Po-ching (2000), The Chinese Lexicon: A Comprehensive Survey, Psychology Press.